# Riu Catumbela
El río Catumbela, també Catumbella i Cata-Bella, és un curt riu costaner africà de la part central d'Angola, que té les seves fonts als turons de Cassoco i desemboca a través de l'estuari de Catumbela a l'oceà Atlàntic, a la ciutat homònima de Catumbela (més de 200.000 habitants en 2011), entre les ciutats de Lobito i Benguela. El riu té una longitud de 240 km.

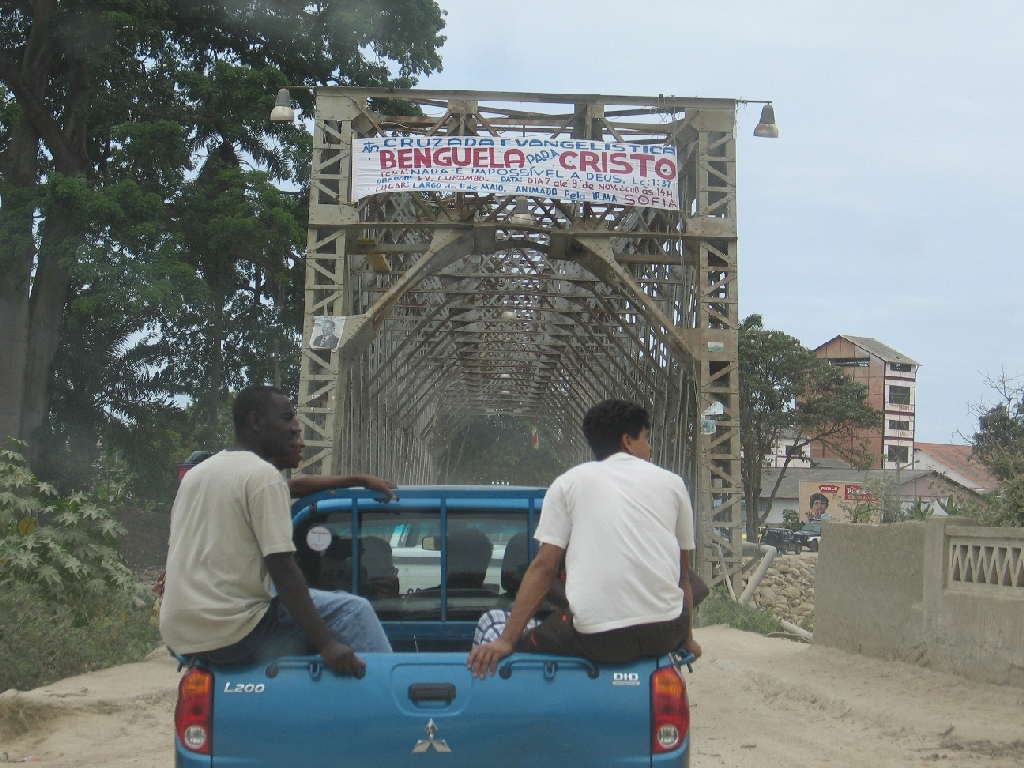
Antic pont sobre el Catumbela

El Catumbela proveeix d'aigua a la ciutat de Lobito. La boca del Catumbela destaca com una regió amb vegetació verda envoltada de terra estèril al llarg de la costa i un parell de milles terra endins, on talla una gorja a través de les muntanyes nues.
Els seus principals afluents són el riu Cuiva, al marge dret, i el riu Cubal, al marge esquerre.
El Catumbela va ser un centre del comerç atlàntic d'esclaus al Nou Món fins que va ser prohibit en 1836. Portugal llavors va construir un fort en la desembocadura del riu i va créixer una petita comunitat a la zona. Les exportacions d'oli de palma, cautxú, serviçais, rom, sucre i altres béns comercialitzats des de terra endins van recolzar un petit poble amb diversos centenars de colons portuguesos. L'empresa sucrera Cassaquel, fundada en 1913, i més tard anomenada Primeiro de Maio va operar als marges del riu i va arribar a convertir-se en el major productor de sucre a Angola. Es va tancar en 1990, però en el seu apogeu va emprar a més de 5.000 persones que vivia en desenes de pobles de la companyia.
Dues preses construïdes al riu Catumbela produeixen energia elèctrica per a les àrees de Lobito i Benguela. La presa de Lomaum, a la província de Benguela, construïda en 1965, i destruïda per UNITA en 1983, va ser més tard reconstruïda amb ajuda portuguesa.
El Caminho de Ferro de Benguela va construir un pont sobre el riu en 1905. Un nou pont de 438 m de llarg, acabat en 2009, travessa el riu en la carretera de Lobito a Benguela. És conegut com a Pont 4 d'Abril.